# Nicolò Sagri
Nicolò Sagri (in croato il nome viene tradotto come Nikola Sagroević, ma anche Nikola Sagri) (Ragusa di Dalmazia, ... – Manfredonia, 1573) è stato un astronomo, matematico e letterato dalmata originario di Ragusa.

## Vita
Le scarne informazioni su Nicolò Sagri si ricavano principalmente dalla Storia di Raugia di padre Serafino Razzi, un domenicano fiorentino trasferitosi nella città dalmata. L'anno e il luogo della morte sono invece desunti dalla Descrizione delle origini e genealogie dei cittadini di Ragusa che furono in offitio della confraternita di Sant'Antonio, composto dallo stesso Nicolò Sagri ma dato alle stampe dopo la sua morte dal fratello Giovanni Maria. Nella prefazione a quest'opera si dice che la famiglia Sagri - originaria della Bosnia - si era trasferita a Ragusa per dedicarsi si commerci marittimi, raggiungendo un'agiata posizione.
Il Sagri fu senz'altro un uomo di vasta esperienza marinara, e dall'esame dei suoi scritti si ricava pure una certa padronanza in materia filosofica ma soprattutto una profonda conoscenza dell'astronomia, sia teorica che osservativa. Egli stesso attesta di aver predilezione per questi studi, coltivato con la lettura degli "autori antichi", e in modo particolare del "principe di tutti gli altri Tolomeo Alessandrino".
L'indicazione come luogo di morte di Manfredonia fa pensare ai frequenti contatti fra la Puglia e la dirimpettaia Repubblica di Ragusa: si può ipotizzare quindi al trasferimento temporaneo del Sagri nelle coste italiane, a seguito di un viaggio per affari o per studio.

## Opere
|                                                                                                  |  |
| 1. Copertina dei Ragionamenti del Sagri 2. L'influsso del sole sul flusso e riflusso delle maree |  |

L'opera per la quale il Sagri è rimasto nella storia dell'astronomia e della navigazione fu i Ragionamenti sopra le varietà de i flussi et riflussi del mare Oceano occidentale. Fatti da Andrea di Noblisia, Pedotto Biscaino, et Vicenzo Sabici Nocchiero, et Ambrosio di Goze, Ragusei; Raccolti da Nicolo Sagri, et in un Dialogo dall'istesso ridotti, Diviso in due parti, ad utilità di ciascuno Navigante (Venezia, appresso Domenico e Gio. Battista Guerra fratelli, 1574), pubblicato anch'esso postumo per opera del fratello Giovanni Maria, con un'introduzione di quest'ultimo.
I Ragionamenti vennero citati dal Patrizi nella Nova de Universis Philosophia (1591) e dal Riccioli nell'Almagestum Novum (1651), che riporta una carta delle altezze e delle ore delle maree in vari siti del mondo, redatta dal Sagri. Tale carta documenta anche l'accuratezza delle osservazioni effettuate dal Sagri anche in Inghilterra e nelle Fiandre.
Alcune delle idee del Sagri sulle maree ebbero una vasta fortuna e godettero di ampia diffusione. In particolare, egli fu uno dei primi a rilevare una connessione fra la distanza, l'angolo di inclinazione lunare e la variazione dell'intensità e del periodo della marea. Ai fini dell'effetto della marea, il Sagri mette in relazione la declinazione solare e quella lunare, pur distinguendo lo spostamento in gradi della luna sulla linea centrale della sua declinazione dallo spostamento analogo, sulla medesima linea, compiuto dal sole. In ambedue i casi tale spostamento equivale ad una variazione della loro rispettiva distanza nei confronti della terra, che si traduce in una maggiore o minore efficacia attrattiva, per quanto riguarda la luna, e calorica, per quanto riguarda il sole.
In questo modo, seppur implicitamente e non in base ad un calcolo esatto, viene presupposta la retrogradazione dei nodi della luna e cioè quanto questa si discosta dalla linea mediana. Tale spostamento compiuto dal pianeta in un mese equivale pressappoco allo stesso spostamento effettuato dal sole in un intero anno. I periodi delle maree dipendono quindi dai movimenti congiunti della luna e del sole, che provocano i livelli massimi nei cicli corrispondenti alla congiunzione e alla opposizione.
In base a tale teoria, il Sagri ipotizza la circostanza che qualora la luna si trovasse "all'opposto dell'auge del periciclo" (vale a dire al suo perigeo, in posizione retrograda), e il sole si trovasse "all'opposto dell'auge del suo eccentrico, vale a dire al suo perigeo, avendo entrambi declinazione zero le acque marine raggiungerebbero il massimo in qualsiasi accrescimento". In base ai calcoli, questa circostanza si verificherebbe ogni 1600 anni, ed è coerente con le moderne teorie astronomiche sulle maree.
Qualche altra ipotesi sostenuta dal Sagri non trovò unanimi consensi: in particolare la descrizione del fenomeno della marea agli antipodi.

## Identificazione nazionale
Per secoli la questione della nazionalità di Nicolò Sagri non venne mai sollevata. Alla fine del XIX secolo - sull'onda del movimento illirico che considerava la Dalmazia come territorio nazionalmente croato, il Sagri venne identificato come etnicamente croato. Il suo nome venne quindi traslitterato inizialmente in Nikola Sagri, ed in seguito in Nikola Sagroević. Alcuni utilizzano invece il doppio cognome: Nikola Sagroević-Sagri (o all'inverso Nikola Sagri-Sagroević).